# Berna Bevilacqua
Bernardo Antonio Bevilacqua (20 de agosto de 1950-16 de julio de 1996) fue un pianista argentino. Conocido como El Pibe de Oro, fue famoso en los años setenta.

## Carrera
A fines de los años sesenta, con dieciséis años, formó su propio cuarteto llamado "Berna y su conjunto juvenil" que sería un pilar de la historia del cuarteto cordobés.
En él cantaba un joven de quince años llamado Carlos Jiménez, que más tarde sería uno de los cuarteteros más famosos de Córdoba. El integrante de menor edad, Daniel Franco, tenía ocho años. Jiménez se fue del cuarteto en 1971. Lo reemplazó Ariel Ferrari, quien debutó en noviembre de ese año.
En 1972 grabó el tema Yo te veo desinflado incluido en el LP N.º 7 que le dio un Disco de Oro. Otro éxito fue La fiesta de Blas, del LP N.º 11.
Ferrari inició su carrera solista en 1976, el cuarteto siguió en actividad con otros cantantes hasta 1983. En total, grabó 28 LP.

## Discografía
1. Caracoleando con Berna (1969)
2. Sensacional Cuarteto Berna' 70 (1970)
3. Con ritmo de guarasón (1970)
4. Azul quedó!.. (1971)
5. El pibe de oro (1972)
6. Lo mejor de Berna (1972)
7. Volumen 7 (1972)
8. Esto... sí que se pasó (1973)
9. Otro impacto de Berna (1973)
10. Berna el pibe de oro Vol. 10 (1973)
11. Berna el pibe de oro Vol. 11 (1974)
12. Berna el pibe de oro Vol. 12 (1974)
13. Berna el pibe de oro Vol. 13 (1974)
14. Berna el pibe de oro Vol. 14 (1975)
15. El disco de oro (1975)
16. Berna el pibe de oro Vol. 16 (1976)
17. Como tú no hay dos (1977)
18. Fue por una lagrimita (1977)
19. Volumen 19 (1978)
20. Quiéreme de alguna manera (1978)
21. Berna El pibe de Oro (1979)
22. Zandungueando con Berna (1979)
23. Cuando llueva para arriba (1980)
24. Bailando el cachumbambé (1980)
25. El torito cordobés (1981)
26. Tropicalísimo (1981)
27. Pajarillo soñador (1982)
28. Corazón desocupado (1983)